# (174281) Lonský
(174281) Lonský est un astéroïde de la ceinture principale.

## Description
(174281) Lonský est un astéroïde de la ceinture principale. Il fut découvert le 30 septembre 2002 à l'Observatoire d'Ondřejov par Petr Pravec. Il présente une orbite caractérisée par un demi-grand axe de 2,62 UA, une excentricité de 0,08 et une inclinaison de 8,1° par rapport à l'écliptique.